# Alectia
Alectia (stiliseret ALECTIA) var en dansk rådgivningsvirksomhed med ca. 700 medarbejdere (2011) og en omsætning i 2010 på 575 mio. kr. Firmaet var ejet af ALECTIA-Fonden. ALECTIA A/S havde hovedkvarter i Virum og regionale kontorer i Aarhus, Odense og Kolding. Selskabet havde desuden et kontor i London og selskaber i flere steder af verden. 
ALECTIA A/S er medlem af Foreningen af Rådgivende Ingeniører, F.R.I.

## Strategi
Igennem årene havde ALECTIA A/S udviklet sig fra at være en ren ingeniørvirksomhed til en vidensvirksomhed med kompetencer inden for byggeri, farma, bryggeri, hospitaler, mejeri, fødevarer, vandforsyning og arbejdsmiljø. 

## Historie
Firmaet blev stiftet som Birch & Krogboe A/S i 1. april 1912 af de to ingeniører Ludvig Birch og Jacob O. Pedersen Krogboe. I de tidlige år var de primære områder hospital- og boligbyggeri, Birch & Krogboe var med til at opføre flere af Danmarks store sygehuse, heriblandt Odense Universitetshospital, Gentofte Amtssygehus og Hvidovre Hospital. Op igennem 1900-tallet blev virksomheden stadig mere kendt og anerkendt for sin høje kvalitet, og Birch & Krogboe var involveret i en lang række historiske byggeprojekter, inklusiv opførelsen af Ingeniørforeningens Hus, Kastrup Lufthavn, Radiohuset, Rigshospitalet, Bellahøjhusene og Danmarks Tekniske Universitet.
I 15. januar 2008 skiftede selskabet navn til ALECTIA A/S. Det skete i forbindelse med en lang række opkøb, primært i Danmark:
- 2005: Danbrew
- 2006: Dansk Arbejdsmiljø
- 2006: Byggeriets Arbejdsmiljøcenter Danmark
- 2007: JobLiv Danmark
- 2007: MA Project
- 2007: Watertech
- 2008: Penborn Technical Services (UK)
- 2009: Maersk Construction
- 2009: Tano FoodCon Group
- 2011: Logisys
- 2011: Healthy Company

Af nyere projekter deltager ALECTIA A/S bl.a. i byggeprojekterne Dokk1 og Navitas Park i Aarhus, Odense Forsker- og Videnpark og Copenhagen Bio Science Park (COBIS)

## Fusion
Den 22. december 2016 blev det annonceret at ALECTIA og NIRAS vil fusionere. Det nye selskab vil blive videreført under navnet NIRAS. Fusionen blev en realitet den 21. april 2017.

## Projekter
- DR Radiohuset
- Bellahøjhusene
- Danmarks Tekniske Universitet
- DR TV-Byen
- Rosengårdcentret
- Fuglsang Kunstmuseum
- Sjakket
- COBIS
- Navitas Park
- Dokk1
- Axel Towers